# STS-27
STS-27 byla mise raketoplánu Atlantis. Celkem se jednalo o 27. misi raketoplánu do vesmíru a 3. pro Atlantis. Cílem letu byla doprava materiálu pro americké ministerstvo obrany.

## Posádka
- Robert L. Gibson (3) velitel
- Guy S. Gardner (1) pilot
- Richard M. Mullane (2) letový specialista
- Jerry L. Ross (2) letový specialista
- William M. Shepherd (1) specialista pro užitečné zatížení

V závorkách je uvedený dosavadní počet letů do vesmíru včetně této mise.